# Kanał Graniczny we Wrocławiu
Kanał Graniczny (Potok Graniczny, Mrówka, Samica) – kanał wodny o charakterze melioracyjnym (strumień), położony we wschodniej części Wrocławia, na granicy z gminą Długołęka; natomiast początek swój bierze w gminie Czernica. Jest on lewym dopływem rzeki Widawa. Stanowi granicę pomiędzy Wrocławiem a gminą Długołęka, na północ od osiedli Wojnów i Strachocin. W granicach Wrocławia jego długość wynosi około 2,5 km. Przepływa przez obniżenie doliny Widawy i prawdopodobnie był niegdyś jej jednym z ramion bocznych (rzeka Widawa była niegdyś rzeką przepływającą wieloma korytami, obecnie zachowały się już tylko pojedyncze ramiona boczne tej rzeki, np. Stara Widawa, Młynówka). Uchodzi do Widawy razem z Młynówką w okolicach wsi Wilczyce, za Mostem Wilczyckim. Przez kanał przerzucony jest Most Wilczycki położony w ciągu ulicy Wilczyckiej. Na południe od kanału wybudowano wał przeciwpowodziowy – Groblę Dobrzykowicką. Znajduje się tu również Las Wojnowski.
We Wrocławiu tereny nad Kanałem Granicznym przeznaczone są pod zieleń nadrzeczną w dolinie rzeki Widawy, z zachowaniem strefy szerokości 5,0 m dla potrzeb konserwacji kanału.